# Singkep
Singkep (en indonesio: Pulau Singkep) es una isla en el archipiélago de Lingga en Indonesia. Su superficie es de 757 kilómetros cuadrados (292 millas cuadradas). Está separada de la costa este de Sumatra por el estrecho Berhala. Está rodeado de islas P. Posik al oeste, p. Serak al Suroeste, p. Lalang al sur, y P. Selayar de las Islas Riau, entre la isla Lingga y Singkep.
Singkep tiene dos puertos, Dabo cerca Dabosingkep y Jago cerca Sungaibuluh. Existe un ferry rápido que continúa conectando Tanjung Pinang a Singkep, desde donde los barcos locales pueden ser fletados para Lingga. Singkep también tiene un pequeño aeropuerto capaz de manejar  40 aviones de pasajeros pequeños. El aeropuerto estuvo activo durante las operaciones de minas de estaño, y es utilizado actualmente por los vuelos chárter y por los aviones patrulla del gobierno. A partir de 2008, un avión operado por Riau Airlines vuela desde Batam y Tanjung Pinang (Bintan) a Dabo Singkep dos veces por semana.
Singkep tiene muchas hermosas playas como Batu Berdaun y Playa Nusantara que aún no han sido descubiertos por todos los forasteros. Solo existen pequeños hoteles en la isla a pesar de que son baratos y la comida es barata también.
La gente en la isla es amable y es muy seguro ya que la tasa de criminalidad es muy baja. Esto es en parte porque es un muy Singkep una pequeña comunidad y las personas se conocen entre sí.
El turismo en la isla no está bien desarrollado, ya que carece de los servicios y promociones, pero el potencial es grande.La isla tiene una superficie de 757,3 km², la mayor elevación es de 475 m. En el norte, en medio de la carretera a Lingga, esta Selayar la pequeña isla vecina a la capital Penuba.